# FR (航空機)
FR ファイアボール
ジェットエンジンで飛行するFR-1 39651号機
(1945年6月24日撮影)
- 用途：戦闘機
- 分類：艦上戦闘機
- 製造者：ライアン・エアロノーティカル社
- 運用者： アメリカ海軍
- 初飛行：1944年6月25日（XFR-1 1号機）
- 生産数：71機
- 生産開始：1943年4月（XFR-1）
- 運用開始：1945年3月
- 退役：1947年8月1日
- 運用状況：退役

FR ファイアボール（Ryan FR Fireball ）はアメリカ合衆国のライアン社がアメリカ海軍向けに開発した艦上戦闘機。黎明期で燃費の悪いジェットエンジンと、性能は劣るが信頼性が高く、燃費の良いレシプロエンジンの複合動力機として開発されたが、第二次世界大戦の終結と予想以上に早いジェットエンジンの改良を受け、少数が生産されたに留まった。
愛称の「ファイアボール (Fireball)」は、「火の玉」や「流星」の意。

## 概要

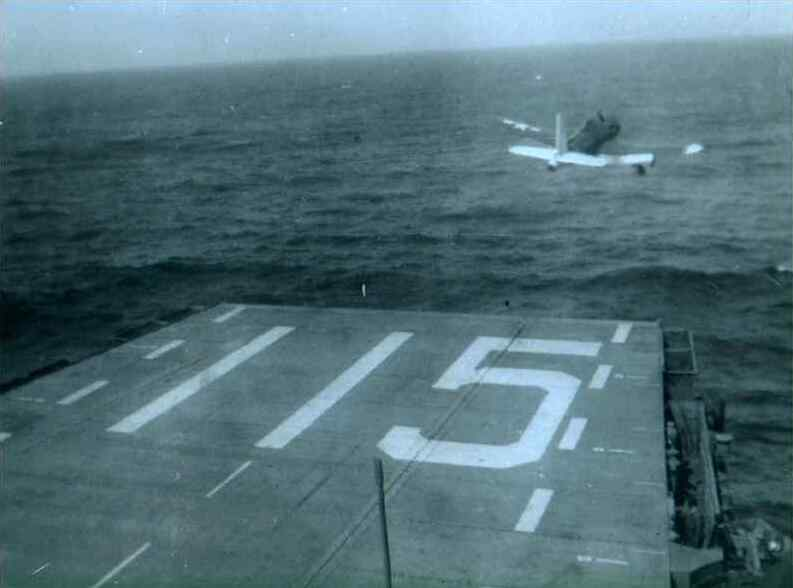
護衛空母バイロコ (CVE-115)から発艦するFR-1（1946年撮影）

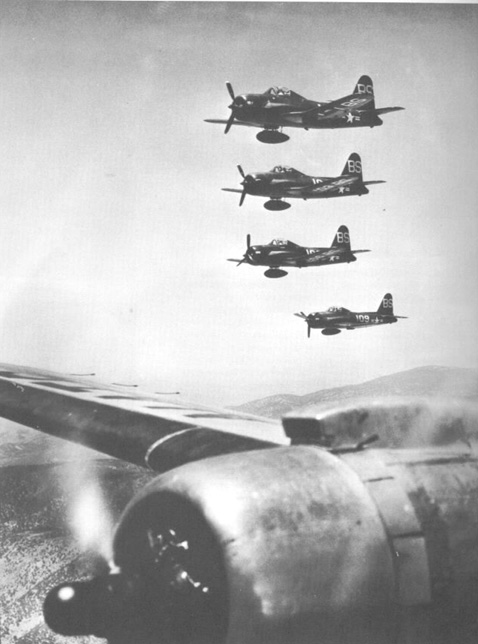
飛行するFR-1の編隊

1940年代に入り、ジェットエンジンの実用化が開始されたが、初期のジェットエンジンは燃費が悪いという欠点があった。そのため、出力の高いジェットエンジンと燃費のよいレシプロエンジンと組み合わせた複合動力機が考案され、本機もその一つである。
機体外形は、一般的なレシプロ戦闘機と同等であり、葉巻状の胴体に直線翼・低翼配置の主翼を備えている。コックピットのキャノピーは涙滴型であった。機首にプロペラがあり、機体末端にジェットエンジンの噴射口がある。そのため、降着装置は前輪式となっている。エアインテークは主翼付け根にあった。艦載機であり、主翼は折りたたみできる。
本機の開発は1943年2月より開始された。試作機XFR-1の初飛行は1944年6月25日のことであるが、この時はレシプロエンジンでの飛行であった。1944年12月2日FR-1として100機が、1945年1月に改良型FR-2が600機が発注されたものの、戦争終結により11月までに66機が生産されたに過ぎず、残りはキャンセルとなった。1945年5月に本機によって一個飛行隊（第66戦闘飛行隊 VF-66）が編成されたものの、実戦には投入されていない。
FRはアメリカ海軍初のジェットエンジン搭載機であり、1945年11月6日には護衛空母ウェーク・アイランド(CVE-65)にジェットエンジン搭載機として、初の着艦を行っている。
戦争の終結とジェットエンジンの急速な進歩により、本機は短期間で旧式化し、1947年には引退した。なお、レシプロエンジンをターボプロップエンジンに変更したXF2R ダークシャークも開発されたが量産には至らなかった。
現在では、1機がカルフォルニア州の博物館に展示されている。

## 諸元
| 制式名称     | FR-1 | FR-2 |
| ------------ | --- | --- |
| 試作名称     | XFR | XFR |
| 全長         | 9.86 m | 9.86 m |
| 全幅         | 12.19 m | 12.19 m |
| 全高         | 4.15 m | 4.15 m |
| 翼面積       | 25.55 m2 | 25.55 m2 |
| 自重         | 3,590 kg | 3,590 kg |
| 正規全備重量 | 4,806 kg | 4,806 kg |
| 発動機       | ライト R-1820-72W 空冷星型9気筒 （1,425馬力） 1基 ゼネラルエレクトリック J31 ターボジェット （推力726 kg）1基 | ライト R-1820-74W 空冷星形9気筒 （1,500馬力） 1基 ゼネラルエレクトリック J31 ターボジェット （推力726 kg）1基 |
| 最高速度     | 686 km/h（高度5,000 m）                                                                                       | 686 km/h（高度5,000 m）                                                                                       |
| 巡航速度     | 475 km/h（高度5,000 m）                                                                                       | 475 km/h（高度5,000 m）                                                                                       |
| 航続距離     | 2,092 km | 2,092 km |
| 武装         | 12.7 mm機銃 4門                                                                                               | 12.7 mm機銃 4門                                                                                               |
| 爆装         | 胴体下450 kg爆弾 一発ないし翼下ロケット弾 4発                                                                 | 胴体下450 kg爆弾 一発ないし翼下ロケット弾 4発                                                                 |
| 生産機数     | 66機（うち1機がのちにFR-2へ改造）                                                                             | 66機（うち1機がのちにFR-2へ改造）                                                                             |

### 各種形式
XFR-1
試作機。社内名称モデル28。3機製造。
FR-1
量産型。66機製造。
FR-2
レシプロエンジンをライトR-1820-74Wに換装。FR-1より1機改装。
FR-3
ジェットエンジンをGE I-20に換装。計画のみ。
XFR-4
ジェットエンジンをJ34-WE-22に換装。FR-1より1機改装。

## 現存する機体
1機のみ現存する。
| 型名 | 番号  | 機体写真 | 国名     | 所有者                               | 公開状況 | 保存状態 | 備考 |
| ---- | ----- | -------- | -------- | ------------------------------------ | -------- | -------- | ---- |
| FR-1 | 39657 |          | アメリカ | プレーンズ・オブ・フェイム航空博物館 | 公開     | 静態展示 |      |

## 登場作品
小説
『侵攻作戦パシフィック・ストーム』
佐藤大輔の仮想戦記。合衆国海軍機として「FR1ファイアボール」の名称で登場。
ゲーム
『艦隊これくしょん -艦これ-』
航空母艦の艦娘が装備可能な艦載機装備として「FR-1 Fireball」の名称で登場。
『紺碧の艦隊2 ADVANCE』
アメリカの艦上爆撃機として登場。
『鋼鉄の咆哮 ウォーシップコマンダー』
アメリカ型の爆撃機として登場。1000ポンド爆弾とロケット弾を搭載する。